# Hedwigsmedaille
Die Hedwigsmedaille ist eine Auszeichnung des Erzbistums Berlin für engagierte Katholiken.

## Ausprägungen und Aufschriften
Die Medaille ist nach der heiligen Hedwig von Schlesien benannt, die Patronin der Kathedrale des Erzbistums ist. Die höchste Auszeichnung des Erzbistums ist die silberne Hedwigsmedaille mit einem Durchmesser von vier Zentimetern. Daneben gibt es die bronzene Hedwigsmedaille mit einem Durchmesser von acht Zentimetern, die neben der heiligen Hedwig mit dem Apostel Petrus und dem heiligen Otto von Bamberg die Patrone des Erzbistums zeigt.

Darstellungen auf den Hedwigsmedaillen
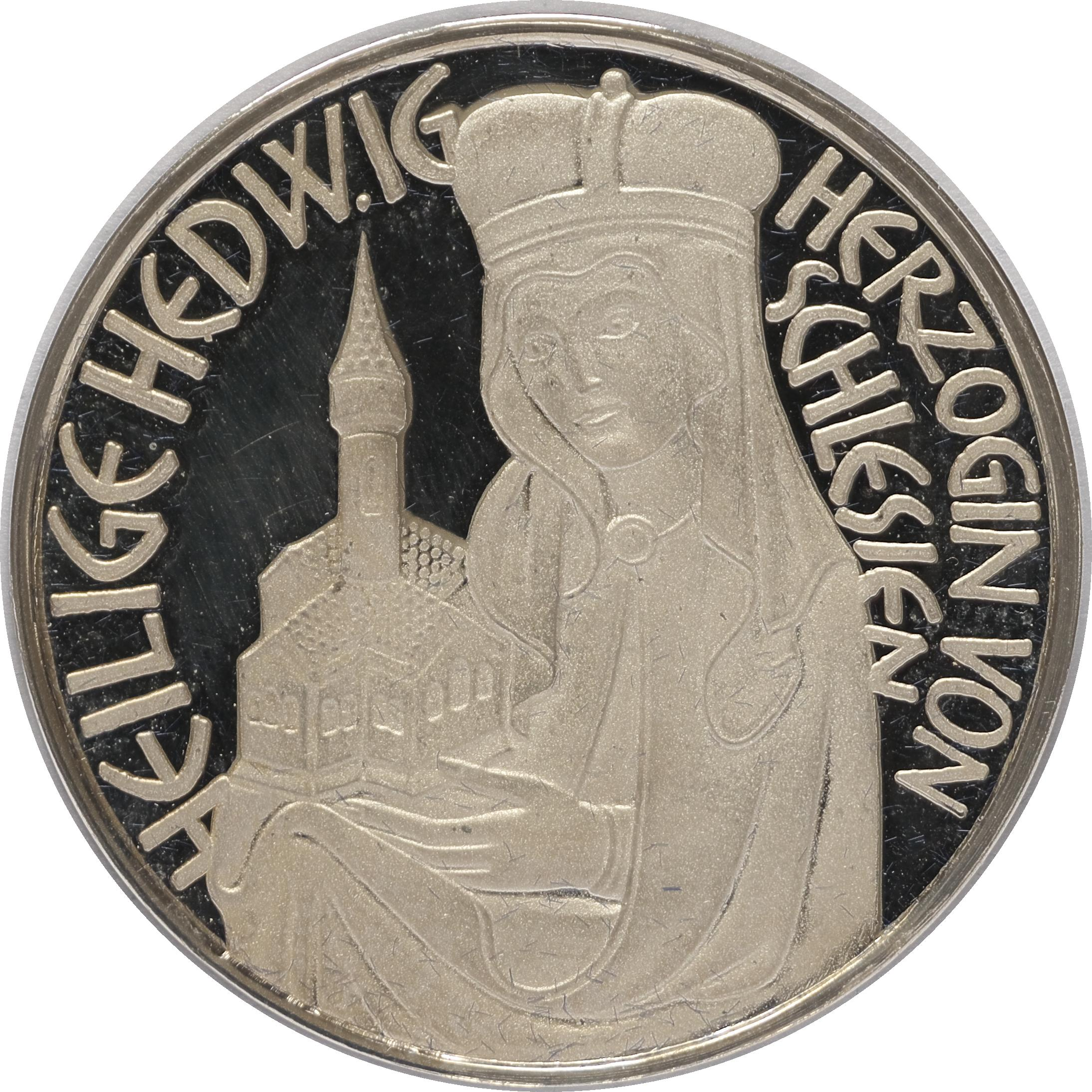
Vorderseite der silbernen Hedwigsmedaille: Bild der heiligen Hedwig mit Herzoginnenkrone und Kirchenmodell; Aufschrift: „Heilige Hedwig – Herzogin von Schlesien“
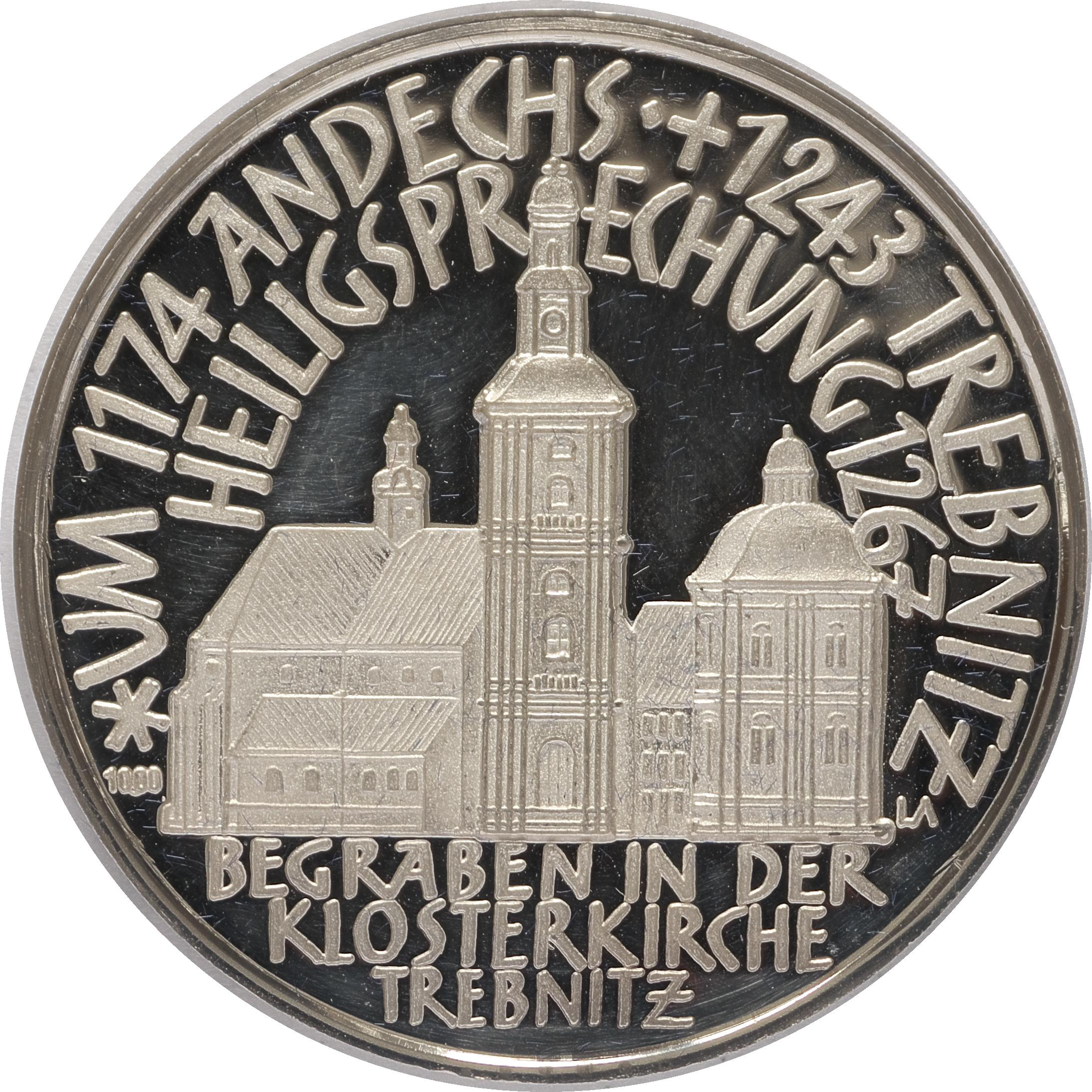
Rückseite der silbernen Hedwigsmedaille: Bild der Klosteranlage von Trebnitz; Aufschrift: „* um 1174 Andechs – † 1243 Trebnitz – Heiligsprechung 1267 – begraben in der Klosterkirche Trebnitz“
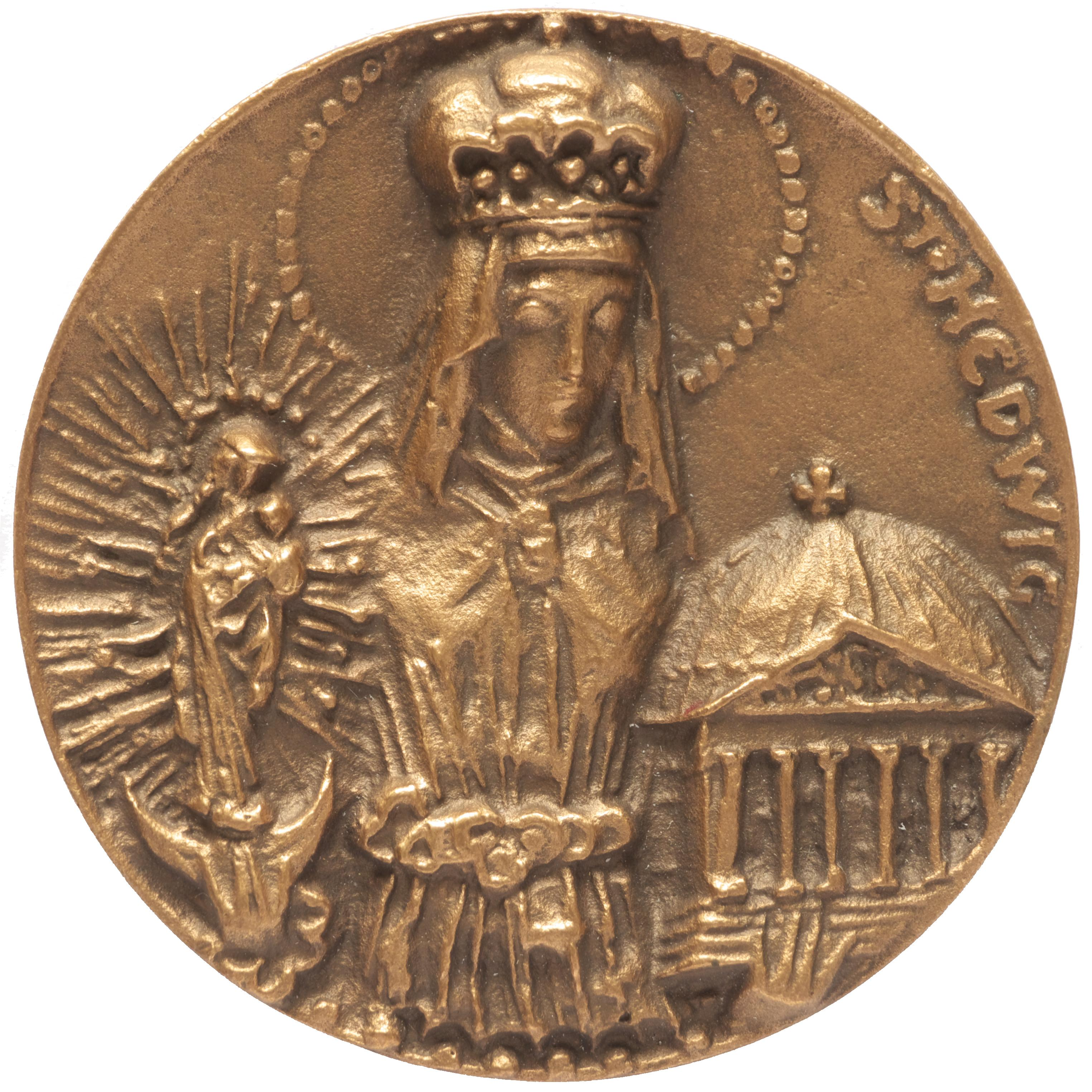
Vorderseite der bronzenen Hedwigsmedaille: Bild der heiligen Hedwig mit Krone und Heiligenschein, in der rechten Hand die Mondsichelmadonna der St.-Hedwigs-Kathedrale, in der linken ein Modell der Kathedrale; Aufschrift: „St. Hedwig“
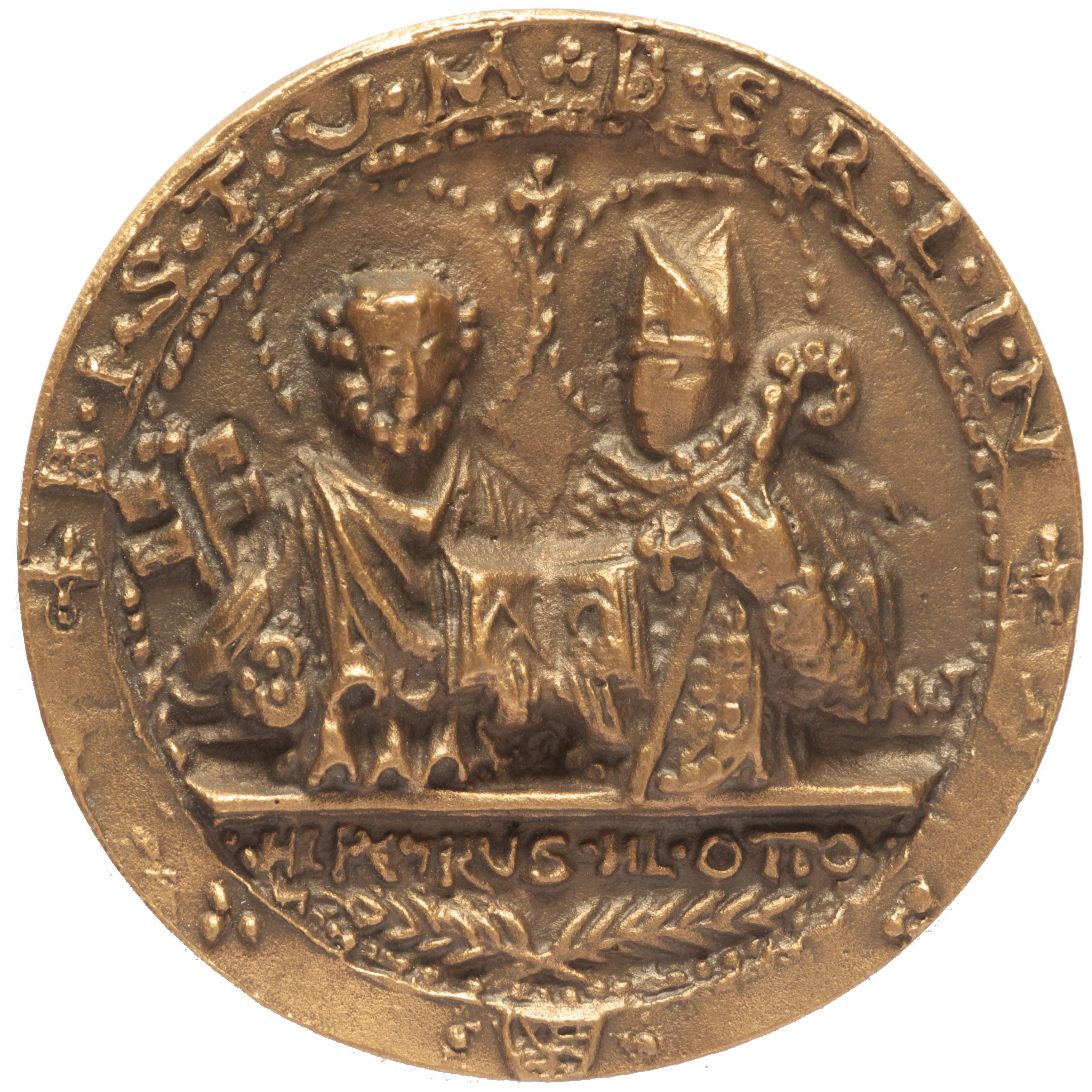
Rückseite der bronzenen Hedwigsmedaille: Brustbilder des Apostels Petrus mit Schlüssel zum Himmelreich und des heiligen Otto mit Krummstab, die gemeinsam das aufgeschlagene Evangelienbuch mit den griechischen Buchstaben Alpha und Omega halten; Aufschrift: „Bistum Berlin – hl. Petrus – hl. Otto“

## Personen (Auswahl)
Folgende bekannte Persönlichkeiten sind mit Hedwigsmedaillen ausgezeichnet worden:

### Silber
- Ernst-Alfred Jauch (1985)
- Michael Witt (2000)
- Franz-Xaver Kaufmann (2007)
- Norbert Niehues (2010)
- Ugo Perone (2021)

### Bronze
- Philipp Eggers (1969)